# Ventimiglia di Sicilia
Ventimiglia di Sicilia – miejscowość i gmina we Włoszech, w regionie Sycylia, w prowincji Palermo.
Według danych na rok 2004 gminę zamieszkiwały 2193 osoby, 84,3 os./km².